# Віделка
Віделка (пол. Widełka) — село в Польщі, у гміні Кольбушова Кольбушовського повіту Підкарпатського воєводства.
Населення — 2370 осіб (2011).
У 1975-1998 роках село належало до .

## Демографія
Демографічна структура станом на 31 березня 2011 року:
|          | Загалом | Допрацездатний вік | Працездатний вік | Постпрацездатний вік |
| -------- | ------- | ------------------ | ---------------- | -------------------- |
| Чоловіки | 1172    | 242                | 802              | 128                  |
| Жінки    | 1198    | 235                | 703              | 260                  |
| Разом    | 2370    | 477                | 1505             | 388                  |